# Podatek dochodowy

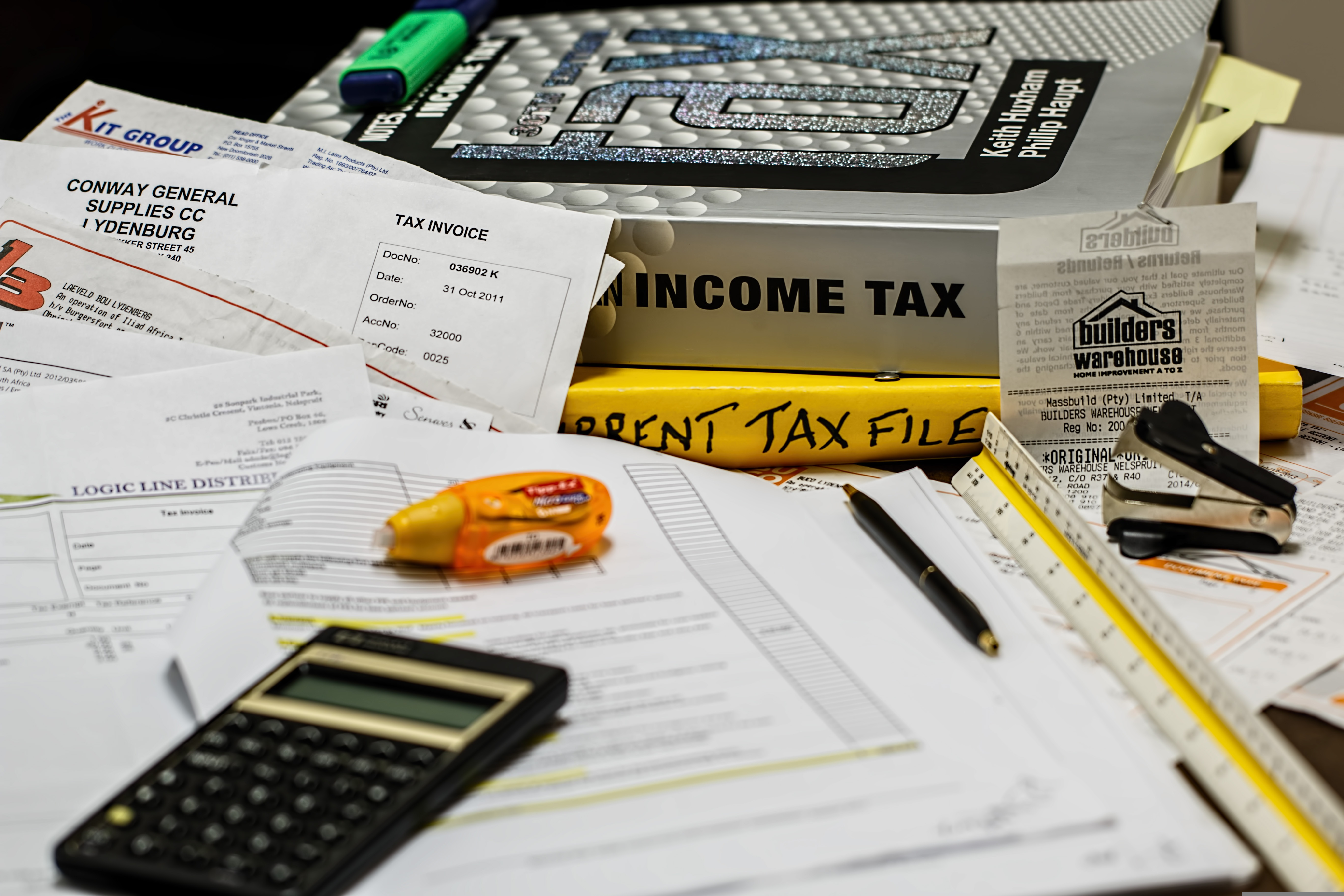
Kalkulacja dochodu z uwzględnieniem podatków

Podatek dochodowy – obowiązkowe świadczenie pieniężne osoby fizycznej lub osoby prawnej na rzecz państwa, zależne od dochodu i wykorzystanych odliczeń.
Podstawą opodatkowania jest dochód. Dochód z podatkowego punktu widzenia jest przychodem pomniejszonym o koszty jego uzyskania. Można zapisać tę zależność następującym wzorem:
dochód = przychód – koszty uzyskania tego przychodu.
Prawo w niektórych krajach (między innymi w Polsce) wyróżnia pojęcia podatku dochodowego od osób fizycznych i podatku dochodowego od osób prawnych.
W niektórych krajach (między innymi w Monako) nie obowiązuje podatek dochodowy od osób fizycznych, a w USA wprowadzono go w 1913 r. na mocy 16. poprawki do Konstytucji.